# رائد أعمال
رائد الأعمال هو مالك أو مدير مشروع يدرّ المال عن طريق الخوض بالمخاطرة والابتكار.في اللغة الفرنسية يقال لرائد الأعمال انتربرونور، بدأ المصطلح من هناك، وأول من عرّفه هو الاقتصادي الأيرلندي -الفرنسي الاصل ريتشارد كانتيلون. يطلق مصطلح رائد أعمال على الشخص الراغب بإنشاء مشروع جديد أو البدء بشركة جديدة ويرضى بتحمل مخاطر هذا المشروع الجديد ونتائجه. ويعتقد أن الاقتصادي الفرنسي جان باتيست سيه هو أول من صاغ مصطلح رائد الأعمال وذلك في القرن التاسع عشر.

## مهنته
يصبح روّاد الأعمال روّاداً لعدة أسباب، الكثير منها يعود لطبيعة الشخص نفسه، ومنها: التخلص من خلافات مكان العمل، استغلالهم من قبل أرباب عملهم، أو رغبتهم بأن يصبحوا أسياد أنفسهم.

## خصائص وسمات رائد الأعمال
ان مقدرة رواد الأعمال على الابتكار مرتبطة بسمات فطرية فيهم مثل كونهم اجتماعيين ومنفتحين على الآخرين وكذلك ميلهم لتحمل المخاطر. واعتماداً على الدراسة التي قام بها الباحث شومبيتر عام 1994, فان القدرة على الابتكار، وتقديم تكنولوجيا جديدة وزيادة الكفاءة والإنتاجية وإنشاء منتجات أو خدمات جديدة جميعها خصائص يتسم بها رواد الأعمال.
ان رواد الأعمال هم من المحفزين للتغييرات الاقتصادية، ان البحوث العلمية التي اجريت على هذا الموضوع وجدت ان رواد الأعمال يمتلكون درجات عالية من الإبداع والتوجه لايجاد حلول جديدة عن طريق ايجاد فرص تحقق عوائد مادية لهم.

## روّاد أعمال مشاهير

### روّاد من القرنين الثامن عشر والتاسع عشر
جيمس واط

أندرو كارنجي

جون بيربونت مورجان

جون دافيسون روكفلر

كورنليوس فاندربلت

### روّاد معاصرين
ريتشارد برانسون

لاري إليسون

بيل غيتس مؤسس شركة مايكروسوفت للبرمجيات 

قيس الخنجي مؤسس جينيسس بروجكتس 

هنري فورد مؤسس شركة فورد 

ستيف جوبز مؤسس شركة آبل للحواسب 

مارك زوكربيرج مؤسس شبكة التواصل الاجتماعي فيسبوك 

جاك دورسي

كيفين روز

لاري بايجشريك مؤسس لشركة جوجل

سيرجي برين

### روّاد أعمال عرب
نجيب ساويرس رئيس أوراسكوم للإتصالات وأوراسكوم للتكنولوجيا

فادي غندور مؤسس شركة اللوجستيات العالمية أرامكس